# Noord-Vietnam
De Democratische Republiek Vietnam (Vietnamees: Việt Nam Dân Chủ Cộng Hòa), ook wel aangeduid als Noord-Vietnam, was van 1945 tot 1976 een communistisch land in Zuidoost-Azië. De hoofdstad van het land was Hanoi. 
Het land ontstond nadat Hồ Chí Minh op 2 september 1945 op het Quảng trường Ba Đình-plein in Hanoi de onafhankelijkheidsverklaring voorlas. Het land werd toen onafhankelijk van de Unie van Indochina. Hij las daarbij passages uit de Amerikaanse Onafhankelijkheidsverklaring voor waarbij hij het woord Engeland verving door Frankrijk. Deze verklaring was hem ter beschikking gesteld door een lid van de OSS, een voorloper van de CIA. Vrijwel onmiddellijk hierna werden Hồ en zijn Vietminh door de Fransen uit Hanoi verdreven en vochten een zware oorlog uit met de Fransen. Dit zou de Eerste Indochinese Oorlog worden. Hierin heroverde de Democratische Republiek Vietnam het gebied in het noorden van Vietnam, terwijl in het zuiden de door Frankrijk gesteunde Staat Vietnam werd opgericht geleid door keizer Bảo Đại. 
In 1954 werden de Akkoorden van Genève gesloten. Hierbij werd de regering van Hồ internationaal erkend. Vietnam werd officieel opgesplitst in de Democratische Republiek Vietnam (Noord-Vietnam) in het noorden en de Republiek Vietnam (Zuid-Vietnam) in het zuiden. De grens tussen deze twee landen was de gedemilitariseerde zone ter hoogte van de 17e breedtegraad.
Na het sluiten van de akkoorden van Genève breekt de Tweede Indochinese Oorlog (de Vietnamoorlog) uit tussen het communistische noorden en het door de Verenigde Staten gesteunde zuiden. Als op 30 april 1975 de Zuid-Vietnamese hoofdstad Saigon valt, is dit het begin van de reünificatie van Noord- en Zuid-Vietnam. De reünificatie van beide landen vindt plaats op 2 juli 1976. Beide landen gaan verder als de Socialistische Republiek Vietnam.

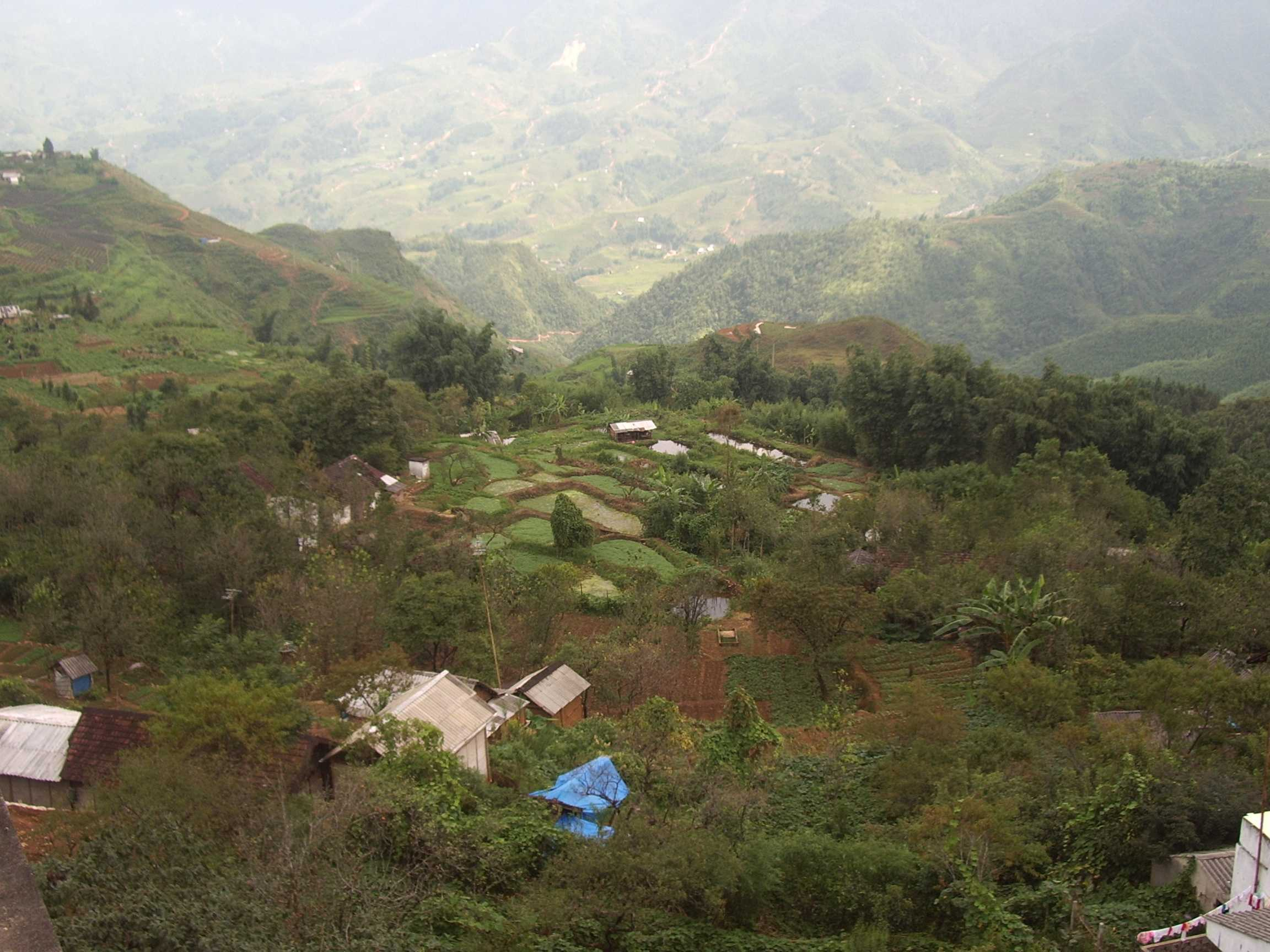
Landschap Noord-Vietnam